# Izabela Żebrowska
Izabela Żebrowska Kowalińska (Świdnik, 23 febbraio 1985) è un'ex pallavolista polacca, schiacciatrice ed opposto.

## Carriera

### Club
La carriera di Izabela Żebrowska, nota anche con il cognome da sposata Kowalińska,  inizia a livello giovanile nell'Akademicki Związek Sportowy Uniwersytet Marii Curie-Skłodowskiej Towarzystwo Piłki Siatkowej Lublin. Dal 2000 al 2003 gioca per lo SMS PZPS Sosnowiec, squadra della federazione polacca che raccoglie i migliori talenti e li fa giocare nella serie cadetta polacca.
Nella stagione 2003-04 debutta nel massimo campionato polacco, allora chiamato I Liga Seria A, con la maglia del Klub Sportowy Akademicki Związek Sportowy Akademii Wychowania Fizycznego Poznań, col quale gioca per un biennio, per poi passare a partire dalla stagione 2005-06 al Calisia, con il quale in un triennio conquista uno scudetto, la Coppa di Polonia 2006-07 ed una Supercoppa polacca 2007. Dopo una stagione all'AZS Białystok, gioca per altrettanto tempo nel Muszynianka, vincendo la Supercoppa polacca 2009.
Dalla stagione 2010-11 gioca per il Dąbrowa Górnicza, vincendo la Coppa di Polonia 2011-12, la seconda della propria carriera, venendo anche premiata come MVP della competizione.
Dopo due annate alla formazione di Dąbrowa Górnicza, nel 2012 torna a giocare nella serie cadetta per vestire la maglia del Chemik Police, col quale ottiene dapprima la promozione nella massima serie, la Liga Siatkówki Kobiet, e nelle stagioni seguenti si aggiudica due Coppe nazionali, tre campionati e due Supercoppe polacche.
Nella stagione 2016-17 si accasa all'ŁKS, con cui disputa due campionati prima di comunicare, nel maggio 2018, la decisione di interrompere la propria carriera per un anno; rientra tuttavia in campo già nel gennaio successivo, sempre per la formazione di Łódź, con cui disputa la seconda parte della stagione 2018-19, terminata con la vittoria del campionato, e quella successiva, conclusasi anzitempo a causa della Pandemia di COVID-19.
Nel giugno 2020 annuncia il proprio ritiro dall'attività agonistica.

### Nazionale
Negli anni di formazione allo SMS PZPS Sosnowiec fa parte delle selezioni giovanili polacche: nel 2001 è finalista al campionato europeo under 18 e poi si classifica al terzo posto al campionato mondiale under 18; nel 2002 vince il campionato europeo under 19, mentre nel 2003 si classifica al terzo posto al campionato mondiale under 20.
Nel 2003 debutta in nazionale maggiore, con la quale nel 2005 si aggiudica la medaglia d'argento alla XXIII Universiade.

## Palmarès

### Club
- Campionato polacco: 5

2006-07, 2013-14, 2014-15, 2015-16, 2018-19
- Coppa di Polonia: 4

2006-07, 2011-12, 2013-14, 2015-16
- Supercoppa polacca: 4

2007, 2009, 2014, 2015

### Nazionale (competizioni minori)
- Campionato europeo under 18 2001
- Campionato mondiale under 18 2001
- Campionato europeo under 19 2002
- Campionato mondiale under 20 2003
- Universiade 2005
- Piemonte Woman Cup 2009

### Premi individuali
- 2012 - Coppa di Polonia: MVP